# Marharyta Machniewa
Marharyta Machniewa (biał. Маргарыта Рыгораўна Махнева ur. 13 lutego 1992) – białoruska kajakarka. Brązowa medalistka olimpijska z Rio de Janeiro.
Zawody w 2016 były jej drugimi igrzyskami olimpijskimi. Zdobyła olimpijski brąz w kajakowej czwórce na dystansie 500 metrów, osadę tworzyły również Nadzieja Lapieszka, Wolha Chudzienka i Maryna Litwinczuk. Na mistrzostwach świata wywalczyła dwa złote medale, jeden srebrny i cztery brązowe. Był dwukrotną medalistką igrzysk europejskich (złoto w K-2 200 m w 2015, srebro w 2019 w K-4 500 metrów). Była wielokrotną medalistką mistrzostw Europy (złoto w K-2 200 m w 2014 i 2015 oraz w K-4 500 m w 2015, srebro w 2016 w K-4 500 m, brąz w K-4 500 m w 2013 oraz w K-2 200 m w 2016).